# Istoria scrimei

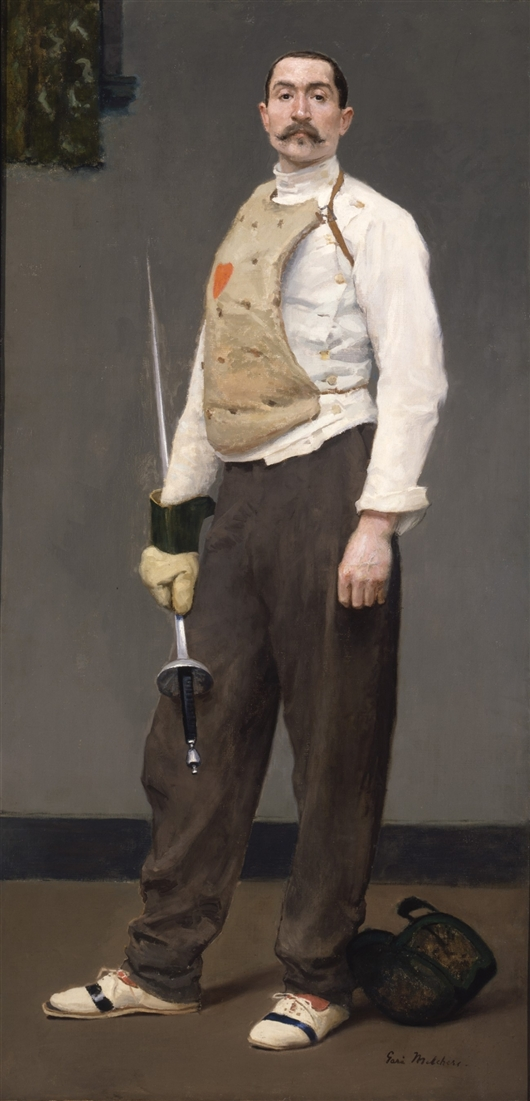
Profesorul de scrimă, Gari Melchers, cca.1900

Lupta cu arme din lemn, apoi din piatră și din metal, este atestată din Preistorie. Din acest punct de vedere, istoria scrimei, adică a tehnicii și a artei de a mânui armele albe, este foarte veche. Primele competiții de scrimă cunoscute, cu scrimeri, arme „false”, arbitri și spectatori, datează din Egiptul antic. Totuși, scrima este considerată în Antichitatea ca o formă de instruire militară: chiar gladiatorii se pregătește, nu pentru competiție sau pentru sport, ci pentru supraviețuire din cadrul unei lupte armate cu spectatori. Doar după apariția armelor de foc și-a pierdut progresiv destinația militară. La sfârșitul secolului al XIX-lea s-a dezvoltat ca activitate de agrement și ca sport.

## Antichitate

### Egiptul antic

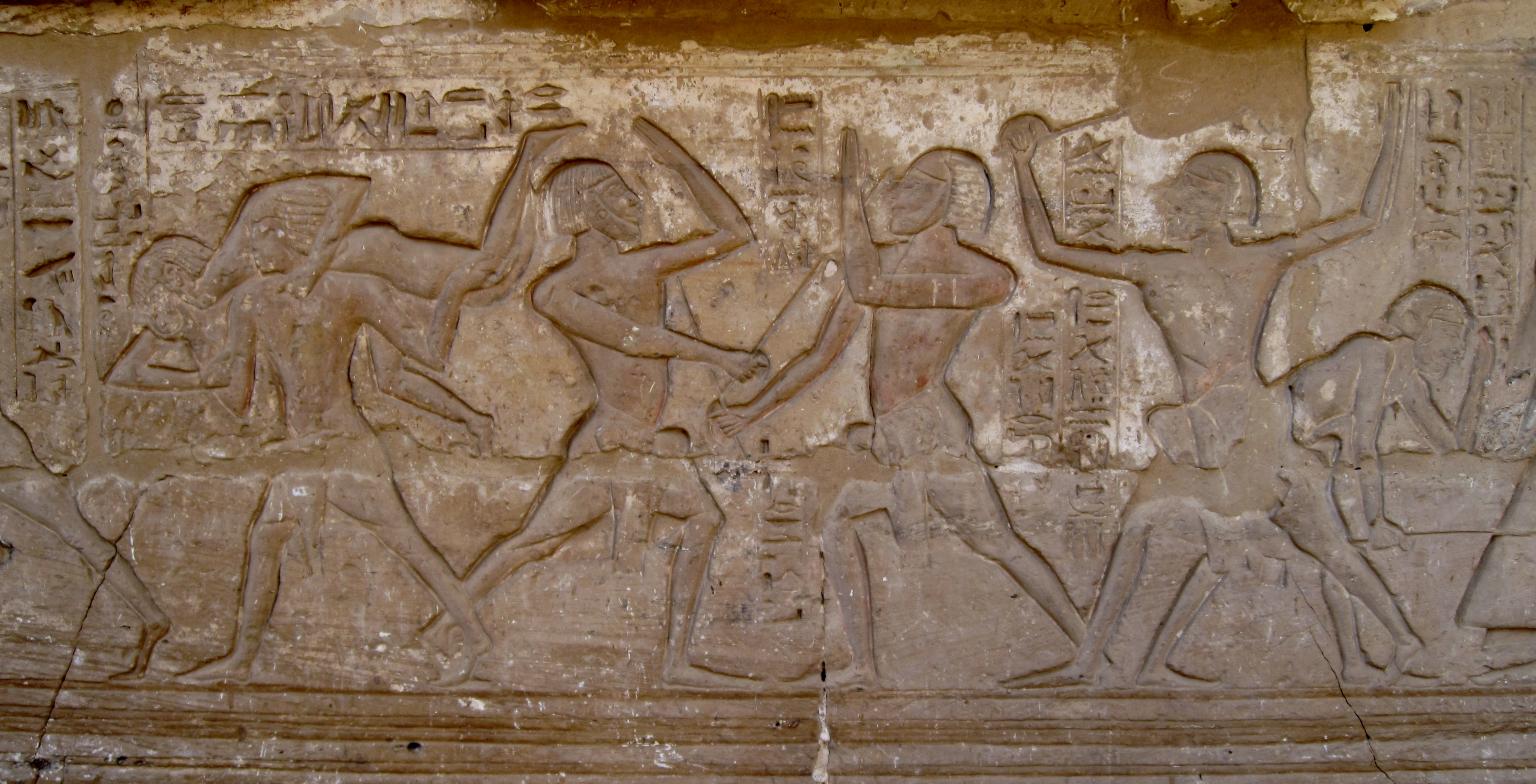
Scrimeri cu bastoane, Templul lui Ramses al III-lea de la Medinet Habu

Prima competiție de scrimă cunoscută datează din a V-a Dinastie Egipteană: un relief din piramida lui Sahure (cca. 2496–2484 î.Hr.) reprezintă un concurs sportiv cu probe de tir cu arcul, lupte și scrimă cu bastoane lungi. Scene din același tip pot fi regăsite și pe mormântul lui Kheruef la Luxor (cca. 1390-1352 î.Hr) și pe pereții sculptați ai templului lui Ramses al III-lea (cca. 1186–1155 î.Hr.) de la Medinet Habu. Acestea arată că bastonul are un metru în lungime, cu diferite tipuri de mâner. Este mânuit ca o sabie olimpică, adică o armă de împungere și de tăiș: loviturile se pot executa cu vârful și cu laturi ale bastonului. Acestea sunt parate cu brațul neînarmat. Scrimerii poartă protecții pentru antebraț, față și mână înarmată, și vârful bastonului este protejat cu o bucată de piele. Arbitri, identificati de o pană, supraveghează asalturile. Comentariul hieroglific de la Medinet Habu atestează că există reguli precise. Scrimerii se strigă reciproc: „În gardă! Și admiră ceea ce va face mâna mea.” Spectatorii fac galerie pentru luptătorii lor favoriti. Un scrib este însărcinat cu notarea scorului.

### Grecia antică

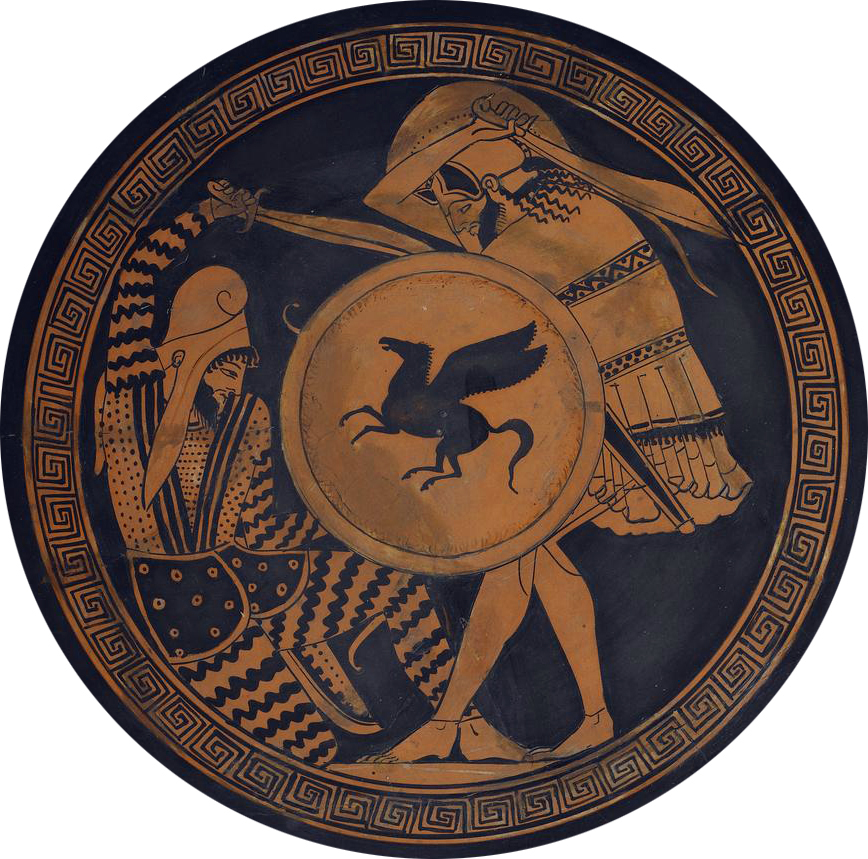
Luptă într-un Persan (stânga) și un hoplit grec (dreapta), secolul al V-lea î.Hr.

În ceea ce privește Grecia antică, jocurile funerare ale lui Patrocles descrise de cântul XXIII al Iliadei include o probă de duel cu arma grea, „hoplomachia” (în greacă veche ὁπλομαχία), între Diomede și Marele Aiax. Regulile sunt confuze: Ahile declară că câștigătorul va fi „care din doi va da primul, putând să-i străpungă lui pielea” (805), dar adaugă „cât să-i atingă la moale, să-i picure sânge pe arme” (806). De fapt, Aiax nu pot lovi, în timp ce Diomede îl amenință continuă pe gâtul lui Aiax cu vârful lancei (821). Duelul este întrerupt de spectatorii, de teama de moarte unui luptători, și premiile sunt partajate între cei doi. Totuși, Ahile îl declară pe Diomede câștigătorul (824–5). Mențiunea sângelui poate reflecta o legătura acestor dueluri înarmați cu sacrificiile funerare. Câteva scene de acest tip pot fi regăsite și în Italia antică.
Cu toate acestea, Grecia clasică nu acordă o mare importanță abilități de a folosi arme. Formația standard a luptei este falanga, în care hopliții (infanteriști greu armați) înarmați cu lănci avansează în rânduri compacte. Lancea est o armă grea de împungere, cu o lungime de 1,8–2,8 metri, ținută în mâna dreaptă, chiar și pentru stângacii. De fapt, hopliți trebuie să țină lancea fără ca aceasta să se miște: calitatea dorită nu este îndemânare, ci putere. Spada este doar o armă secondară: nu există nici un cuvânt pentru „spadasin” în greaca clasică. Aceasta este folosită după șocul inițial al amândurora falange, când lăncile s-au rupt la impactul. Nici măcar nu este clar dacă există suficient spațiu pentru soldații din primele linii să-și miște bratele, și cu atât mai puțin să folosească lancea sau spada. 
Cetățeanul obișnuit primesc probabil doar o pregătire de bază. Potrivit Aristotel, efebii la Atena sunt pregătiți timp de un an „la luptă cu arme de hoplit, la tir cu arcul, la aruncare suliței și la descărcare catapultei.” Totuși, acesta descriere se referă probabil la secolul al IV-lea î.Hr., când efebia nu mai este un serviciu militar în masă, ci un colegiu pentru tineri bogați. De asemenea, antrenorii de scrimă (ὁπλομάχοι / hoplomachoi) sunt clasați de Platon ca sofiști, adică profesori privați. Xenofon consideră ca folosirea spadei nu necesită nici o competență specifică: este suficient să lovească cu forță. Pe de altă parte, Platon propune să înlocuiască luptele și altele probe de forță cu probe de hoplomachia unu la unu său până la în zece. Menționează că va trebui să aducă experți de scrimă pentru stabilirea unui regulament.
Hoplomachia nu figurează în programul Jocurilor Olimpice antice, ci este inclusă în Jocurile publice din Thasos și în Theseia din Atena.

### Imperiul Roman

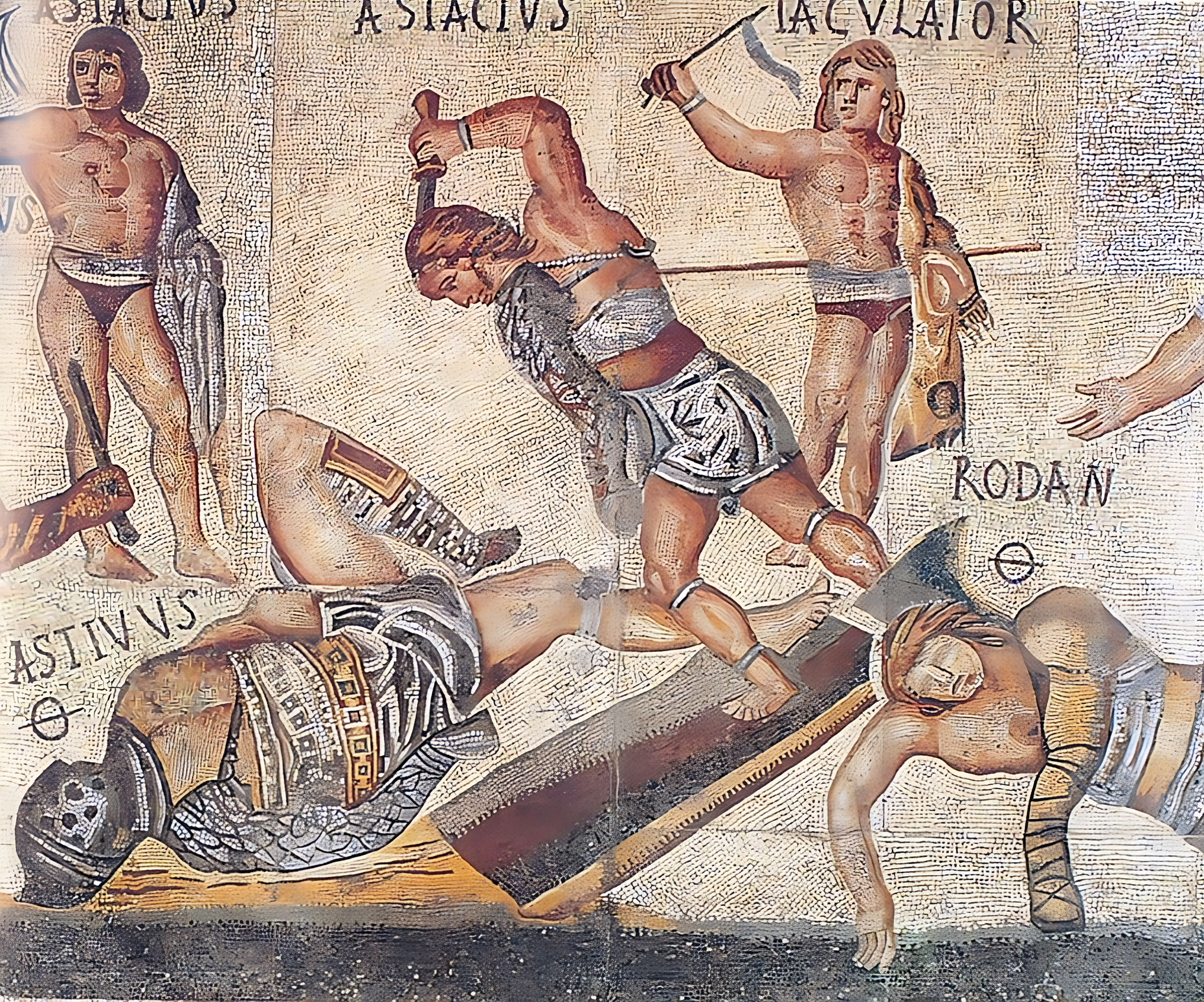
Mozaicul gladiatorilor din Torrenova, cca.400–450 e.n.

Sub Imperiul Roman, practica scrimei este legată cu apariția gladiatorilor. Conform tradiției, acesta are loc în 264 î.Hr., cu ocazia înmormântării fostului consul D. Junius Brutus Pera, ca alternativă mai puțin crudă a sacrificiilor umane. Mai întâi este vorbă de a trimite sclavi sau prizonieri la o moarte sigură. „De ce să te obosești cu tehnică?” observă Seneca (cca. 4 î.Hr.–65 e.n.). Apoi aceste spectacole (în latină munera) evoluează într-o expunerea abilitaților. Gladiatorii urmează programe extensive de pregătire în diverse stiluri de luptă din cadrul școlilor (ludus). Pregătirea constă în practica cu o spadă din lemn și un scut din răchită împotrivă unui stâlp din lemn (palus). Loviturile sunt date conform instrucțiunilor (dictata) sau a „numerelor” (numeri) ale antrenorului, adică serii de mișcări stabiliți. Aceste dictata erau cunoscute și de publicul. Potrivit Tertulian (cca. 150–220 e.n.), spectatorii strigă câteodată de la locul lor niște dictata gladiatorilor.
Predarea scrimei în armata romană este atestată din 105 î.Hr., când consulul P. Rutilius Rufus folosește serviciile unor gladiatorilor (în latină lanistae). Instructorii de scrimă (adesea centurioni experimentați) sunt denumite „doctori” (doctores armorum) și ei înșiși au învățat de un profesor (discens armaturarum), titluri care reflectează că acesta disciplina este considerată ca o competență tehnică de specialitate. Pregătirea soldaților este similar celui descris pentru gladiatorii.
Începând cu adoptarea gladius-ului, împrumutat de celtiberii (spaniolii) în Primul Război Punic (264-241 î.Hr.) sau în cel de-al Doilea (218–202 î.Hr.), lovitura de împungere este preferată celei de tăiș, mai puțin letală: datorita unei lame scurte, late și solide, legionarul pot lovi puternic adversarul.

## Evul Mediu

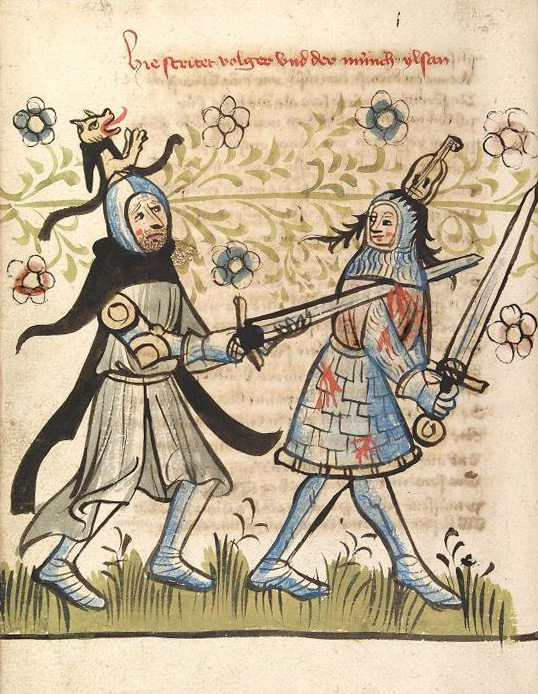
Tehnica de „demi-spadă”, cca. 1415

Contrar percepției comune, scrima medievală nu este o luptă grosolană și fără finețe. Manipularea armelor albe – spada lungă, cât și toporul de luptă, ciocanul de luptă, lancea, buzduganul, etc. – necesită competențe tehnice și o învățare lungă. De fapt, scrima face parte integrantă din educația unui tânăr nobil. Este predată de maeștri de scrimă, care și înregistrează cunoștințele în tratate tehnice. Aceștia arată serii de mișcări în funcție de arma folosită și de situația. Fiecare mișcare fac obiectul unei ilustrații și al unui comentariu. De pildă, în așa-numită tehnica de „demi-spadă” sau „jumătate de spadă” (din germană Halbschwert), scrimerul ține garda spadei cu mână dominantă și lama cu mână nedominantă, pentru lovituri mai puternice împotrivă adversarilor acoperiți de o armură de plăci.
Primele manuale de scrimă cunoscute sunt publicate în Germania, ca de exemplu manuscrisul GNM 3227a despre predarea maestrului Johannes Liechtenauer, cel mai adesea datat de 1389. Primele ghilde de scrimeri se înființează și în această țară. 

## Epoca modernă
După apariția armelor de foc, armele evoluează: devin mai ușoară și centrul de greutate revine înspre mâna; armură grea dispare. Franța, Italia sau Spania pot disputa titlul de leagăn scrimei moderne. La sfârșitul secolul al XV-lea apare rapiera, o spadă cu lamă lungă și îngustă, creată pentru lovitura de împungere. Cele mai veche rapiere existente sunt din Spania și cuvântul „rapieră” ar putea decurge din spaniolă espada ropera, literal „spadă de ceremonie”. Diego de Valera își publică Tratatul armelor (în spaniolă Tratado de las armas) circa 1471.

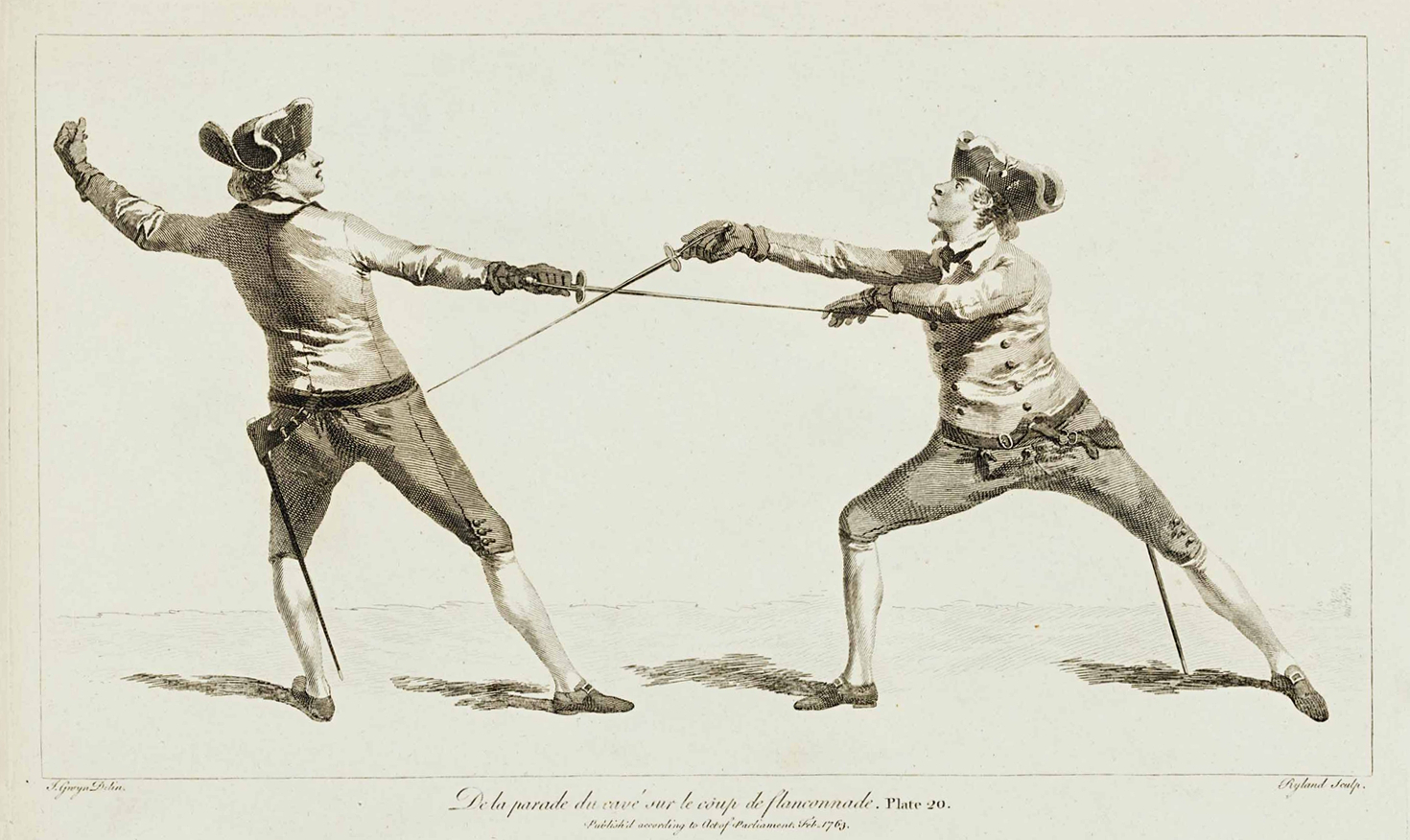
Școala de scrimă lui Domenico Angelo (1765)

Tratatul Opera Nova italianului Antonio Manciolino (1531) continuă evoluția spre o abordare mai conceptuală: stabilesc noțiunile de timp (în italiană tempo) și de distanță (misura). Opera nova lui Achille Marozzo distinge multe poziții de mână și multe gărzi, dritto filo (tăiș) și falso filo (contratăiș), care sunt folosite pentru a descrie gărzile: actuala poziție de cvartă, în linia interioară, este descrisă ca „în dritto filo”. În Trattato di scientia d'arme (1553) Camillo Agrippa introduce patru gărzi, pe care le numește prima, seconda, terza și quarta. În Ragione di adoprar sicuramente l'arme (1570), Giacomo Grassi proclamă superioritatea loviturii de împungere asupra celei de tăiș și stabilesc cele patru linii. Școala italiană exercită o influență decisivă asupra întregii Europe. În secolul al XVI-lea, Salvator Fabris, Nicoletto Giganti și Riolfo Capo Ferro sunt autorii italieni cei mai influenți. 
În paralel se dezvoltă școala franceză, caracterizată de folosirea floretei, o armă similară cu rapiera, ci mai ușoară, suplă și având în vârf o bucată de pânză („butonul”). Acesta se ține în aproape același mod ca floreta modernă. În Les Vrais principes de l'espée seule (1670), Philibert de la Touche define o a cincea gardă și mesura, „durata de execuție a unei acțiuni. A prinde timpul este a profite de timpul folosit de adversarul pentru a executa o acțiune sau o mișcare pentru a-l lovi.” Mesura este „situația în care ești suficient de aproape de adversarul pentru a-l lovi sau a fi lovit de el.” Define și contraatacul, pe care îl numește le même temps (literal „același timp”), și contratimpul. Se dezvoltă jargonul scrimei, pe care Molière îl preia în scopuri comice în  Burghezul gentilom. 
În anul 1818 publică Antoine Texier La Boëssière Le Traité des armes (Tratatul armelor), care reprezintă un pas important spre scrima actuală. Cuprinde 58 de lecțiuni despre gărzi, parade, degajamente, atacuri pe fier, șamd. Conținutul tehnic este însoțit de considerații pedagogice, în pildă despre instruirea copiilor, și de indicații pentru teatru.

## Legături externe
- Octavian Zidaru. „File de istorie”. Federația Română de Scrimă.